# Transak
 (janvier 2025).
Transak est une entreprise de technologie financière qui fournit une technologie facilitant l'intégration des utilisateurs dans le Web3 via de l'argent fiat (monnaie émise par le gouvernement). L'entreprise développe des produits grand public et des kits de développement permettant aux applications Web3 d'accepter des transactions utilisant des méthodes de paiement traditionnelles, telles que les cartes de débit/crédit, les virements bancaires et d'autres systèmes de paiement locaux.

## Histoire
Transak a été fondée en 2019 par Sami Start et Yeshu Agarwal, qui se sont rencontrés lors d'un événement de réseautage et ont décidé de collaborer après avoir constaté le manque d'infrastructure de paiement Web3 intuitive. Ils ont loué un petit appartement à New York pour commencer à construire la plateforme, et ont rapidement élargi leur équipe, rendant Transak global. Les deux fondateurs ont apporté une expérience précieuse grâce à leurs antécédents en ingénierie, gestion de produit, blockchain et finance, ce qui a contribué à établir leur crédibilité dans l'espace Web3,.
En mars 2022, l'entreprise a lancé l'intégration UPI pour les applications Web3 afin de prendre en charge les dépôts et les retraits fiat-vers-crypto en Inde,.
En novembre 2019, Transak a lancé une passerelle de conversion crypto-vers-fiat pour plus de 40 actifs cryptographiques, permettant aux utilisateurs de convertir facilement des crypto-monnaies en monnaie fiat. Grâce à un partenariat avec Visa, Transak a étendu sa portée, soutenant désormais plus de 145 pays pour des transactions mondiales transparentes.
En mai 2023, Transak a levé 20 millions de dollars lors d'un tour de financement de série A mené par Highland Europe et la Fondation Algorand.
Le 12 décembre, Immutable a annoncé son intégration avec Transak pour alimenter les paiements fiat et Web3 pour les jeux Web3. Transak servira de principaux fournisseurs de services de paiement pour le zkEVM (Zero-Knowledge Ethereum Virtual Machine) d'Immutable, via Immutable Checkout et Immutable Passport.
Le 2 juillet 2024, Uniswap Labs a informé un partenariat avec Transak pour proposer des achats de crypto-monnaies fluides via le portefeuille Uniswap. L'intégration permet aux utilisateurs d'acheter des crypto-monnaies directement en utilisant diverses options de paiement, telles que Apple Pay, Google Pay et les cartes de crédit/débit, facilitant ainsi l'accès à la finance décentralisée (DeFi) pour les nouveaux utilisateurs comme pour les utilisateurs expérimentés,.
Le 29 août, Transak a annoncé un partenariat avec le projet blockchain de Sony, Soneium, pour fournir des services d'intégration fiat. Cette intégration permettra aux utilisateurs de rejoindre l'écosystème Soneium en utilisant des méthodes de paiement traditionnelles, avec un accent sur l'expansion de l'adoption de la blockchain dans l'industrie du jeu,.
En octobre, Sequence et Transak ont formé un partenariat pour permettre une intégration fluide fiat-vers-crypto pour les utilisateurs Web3, leur permettant d'acheter des NFTs et des actifs numériques directement avec leur monnaie locale.
En novembre, Transak a établi un partenariat avec Zerion Wallet pour offrir une intégration sans frais pour l'intégration de Zero Network lors d'une campagne limitée, après quoi les utilisateurs paieront une petite taxe, tandis que Zero Network maintiendra des frais de gaz nuls sur Layer 2.
En novembre, l'entité canadienne de Transak, Transak Canada Limited, a été enregistrée en tant que Money Services Business (MSB) auprès du Centre d'analyse des opérations et déclarations financières du Canada (CANAFE). En même temps, Transak USA LLC a obtenu des licences de transmetteur de fonds (MTL) en Alabama et Delaware, avec d'autres MTL prévues dans d'autres États,.
Transak est le partenaire de paiement NFT pour Lamborghini, ayant intégré la passerelle de paiement de Transak dans les initiatives NFT de Lamborghini,,.

## Activité
Transak détient diverses licences et enregistrements pour opérer dans plusieurs pays. Au Royaume-Uni, elle est régulée par la Financial Conduct Authority (FCA), tandis qu'aux États-Unis, ses entités sont enregistrées en tant que Money Services Businesses (MSB) auprès de FinCEN. De plus, Transak est enregistrée en tant que Virtual Assets Service Provider (VASP) en Pologne et Virtual Digital Assets Service Provider (VDA SP) en Inde, assurant ainsi sa conformité avec les réglementations locales dans chaque région,,.

### Transak One
Transak One est un service qui permet aux utilisateurs d'interagir avec des applications décentralisées (dApps) en utilisant de la monnaie fiat. Il simplifie des processus tels que le staking, le bridging et l'ajout de liquidité en permettant des paiements via des méthodes traditionnelles. Le service prend en charge plus de 80 blockchains et vise à améliorer l'intégration des utilisateurs pour les plateformes Web3.